# 緬甸—美國關係
緬甸－美國關係在1988年的军事政变和民主示威面臨暴力镇压之后恶化，導致李文成為兩國外交降級前的末代美國大使。随后的镇压，包括2007年9月对和平抗议者的镇压，使两国关系进一步紧张。然而，在自由化迹象显现之后，美国政府于2011年开始改善与缅甸的关系。随着2012年两国关系的改善，白宫计划提名大使，这是自1990年以来的第一次。2012年6月29日，美国参议院批准米德偉担任美国驻缅甸大使。
盖洛普2012年进行的一项民意调查显示，30%的缅甸人支持美国的领导，67%的人表示不确定，3%的人表示不满意。
自2021年緬甸軍事政變後，兩國關係再度惡化。